# Válvula venosa
A válvula venosa é uma estrutura anatômica das veias, sua função é obstruir temporariamente uma passagem ou orifício, permitindo o movimento do sangue numa só direção. Este sistema é constituído de um músculo de esfíncter ou de duas ou três dobras membranosas.